# Robert Giegling
Robert Giegling (* 14. April 1983 in Heilbronn) ist ein deutscher Trompeter des Modern Jazz, Rhythm and Blues und Hip-Hop und Lehrer am Alfred-Amann-Gymnasium in Bönnigheim.

## Leben und Wirken
Robert Giegling begann mit klassischem Klavierunterricht, mit acht Jahren kam die Trompete dazu. Von 2003 bis 2008 studierte er Jazztrompete bei Stephan Zimmermann an der Staatlichen Hochschule für Musik und Darstellende Kunst Mannheim. Während des Studiums nahm er an Meisterkursen bei Ack van Rooyen, Ingrid Jensen, Malte Burba, Alex Sipiagin, Jiggs Whigham und Steffen Schorn teil.
Robert Giegling spielte im LandesJugendJazzorchester B-W und im BundesJazzOrchester (BuJazzO) unter der Leitung von Peter Herbolzheimer und John Ruocco. Er gewann mit dem Mannheim Jazz Orchestra 2005 einen 1. Preis beim Wettbewerb deutscher Musikhochschulen in Hamburg.
2009 nahm er mit dem Robert Giegling Quintett, gemeinsam mit Markus Ehrlich, Christoph Heckeler, Joel Locher und Marcel Gustke das Debütalbum „Tafelrunde“ bei Neuklang Records auf. Das Album wurde im Hessischen, Süddeutschen, Norddeutschen Rundfunk und im Deutschlandfunk gesendet. Mit dem zweiten Album „Rough Songs“, auf dem Daniel Mudrack Schlagzeug spielt, veröffentlichte das Robert Giegling Quintett 2015 bei Unit Records ein Album, das Hardbop- und HipHop-Einflüsse verbindet. Neben seinem Quintett gründete er mit dem spanisch-mosambikanischen Sänger Simonal Bie die HipHop-/R&B-Band IIL FAT sowie mit der Pianistin Gee Hye Lee, den Trompetern Volker Deglmann und Martin Auer die Band Three Trumpets.
Zusammen mit Calvin Bynum, Daniel Denmark, Lukas Pfeil, Christoph Gärtner, Joel Büttner und Sam Brandt bildet Giegling die Hiphop-Formation "Archie Banks".  Sie war am 22. Juli 2018 gemeinsam mit der Gruppe Die Fantastischen Vier auf der Jazzopen Stuttgart zu sehen.

## Diskografie
- 2010: Robert Giegling Quintett – TAFELRUNDE
- 2015: Robert Giegling Quintett – Rough Songs
- 2021: Robert Giegling – Everyone